# Reichenbachia caseyi
Reichenbachia caseyi är en skalbaggsart som beskrevs av Achille Raffray 1904. Reichenbachia caseyi ingår i släktet Reichenbachia och familjen kortvingar. Inga underarter finns listade i Catalogue of Life.